# Фрутленд-Парк (Флорида)
Фрутленд-Парк (англ. Fruitland Park) — місто (англ. city) в США, в окрузі Лейк штату Флорида. Населення — 8325 осіб (2020).

## Географія
Фрутленд-Парк розташований за координатами 28°51′31″ пн. ш. 81°55′15″ зх. д. / 28.85861° пн. ш. 81.92083° зх. д. (28.858671, -81.920775).  За даними Бюро перепису населення США в 2010 році місто мало площу 17,94 км², з яких 15,51 км² — суходіл та 2,43 км² — водойми.

## Демографія
Згідно з переписом 2010 року, у місті мешкало 4078 осіб у 1477 домогосподарствах у складі 1084 родин. Густота населення становила 227 осіб/км².  Було 1662 помешкання (93/км²).
Расовий склад населення:
| - 84,7 % — білих - 9,4 % — чорних або афроамериканців - 1,5 % — азіатів - 0,3 % — вихідців з тихоокеанських островів - 0,2 % — корінних американців - 1,8 % — осіб інших рас |

До двох чи більше рас належало 2,1 %. Частка іспаномовних становила 7,7 % від усіх жителів.
За віковим діапазоном населення розподілялося таким чином: 28,0 % — особи молодші 18 років, 61,1 % — особи у віці 18—64 років, 10,9 % — особи у віці 65 років та старші. Медіана віку мешканця становила 34,7 року. На 100 осіб жіночої статі у місті припадало 92,3 чоловіків;  на 100 жінок у віці від 18 років та старших — 89,8 чоловіків також старших 18 років.
Середній дохід на одне домашнє господарство  становив 53 773 долари США (медіана — 39 625), а середній дохід на одну сім'ю — 60 175 доларів (медіана — 46 159). Медіана доходів становила 43 438 доларів для чоловіків та 29 500 доларів для жінок. За межею бідності перебувало 17,3 % осіб, у тому числі 18,5 % дітей у віці до 18 років та 17,2 % осіб у віці 65 років та старших.
Цивільне працевлаштоване населення становило 1805 осіб. Основні галузі зайнятості: освіта, охорона здоров'я та соціальна допомога — 14,4 %, мистецтво, розваги та відпочинок — 13,8 %, роздрібна торгівля — 12,8 %.